# Remo nos Jogos Olímpicos de Verão de 2024 - Skiff simples feminino
A competição do skiff simples feminino do remo nos Jogos Olímpicos de Verão de 2024 ocorreu entre 27 de julho e 3 de agosto de 2024 no Estádio Náutico de Vaires-sur-Marne, na Ilha de França. Um total de 32 remadoras, cada uma representando um Comitê Olímpico Nacional (CON), participaram do evento.

## Qualificação
Cada CON poderia classificar um único barco (uma remadora) no skiff simples feminino, sendo um total de 32 vagas disponíveis.

## Formato
No skiff simples cada barco é impulsionado por uma única remadora. Por serem barcos parelhos, cada remadora usa dois remos, um de cada lado do barco; isso contrasta com os barcos de pontas em que cada remadora tem remos em apenas um lado (não viável para eventos individuais). A competição consiste em várias rodadas e usa o formato de cinco fases introduzido em 2012. As finais são realizadas para determinar a colocação de cada barco; essas finais recebem letras, com aquelas mais próximas do início do alfabeto significando uma classificação melhor (na Final A são definidas as medalhistas). As semifinais seguem a mesma lógica, com cada um determinando as classificações para as respectivas finais. O percurso usa a distância de 2000 metros que se tornou o padrão olímpico para as mulheres em 1992.

## Calendário
Horário local (UTC+2)
| Dia         | Horário | Fase             |
| ----------- | ------- | ---------------- |
| 27 de julho | 10:12   | Eliminatórias    |
| 28 de julho | 9:00    | Repescagem       |
| 29 de julho | 9:54    | Semifinais E/F   |
| 30 de julho | 9:30    | Quartas de final |
| 31 de julho | 10:14   | Semifinais C/D   |
| 1 de agosto | 9:30    | Semifinais A/B   |
| 2 de agosto | 9:42    | Final F          |
| 2 de agosto | 10:06   | Final E          |
| 2 de agosto | 10:30   | Final D          |
| 3 de agosto | 9:30    | Final C          |
| 3 de agosto | 9:54    | Final B          |
| 3 de agosto | 10:18   | Final A          |

## Medalhistas
| Ouro   | NED Karolien Florijn  |
| Prata  | NZL Emma Twigg        |
| Bronze | LTU Viktorija Senkutė |

## Resultados

### Eliminatórias
As três primeiras de cada bateria se classificam para as quartas de final, enquanto a restante disputa a repescagem.
Eliminatória 1
| Pos. | Raia | Remadora            | CON               | Tempo   | Notas |
| ---- | ---- | ------------------- | ----------------- | ------- | ----- |
| 1    | 5    | Tara Rigney         | AUS Austrália     | 7:30.71 | Q     |
| 2    | 3    | Virginia Díaz Rivas | ESP Espanha       | 7:37.30 | Q     |
| 3    | 2    | Paige Badenhorst    | RSA África do Sul | 7:39.19 | Q     |
| 4    | 4    | Fatemeh Mojallal    | IRI Irã           | 8:01.30 | R     |
| 5    | 1    | Kathleen Noble      | UGA Uganda        | 8:08.90 | R     |
| 6    | 6    | Evidelia González   | NCA Nicarágua     | 8:23.25 | R     |

Eliminatória 2
| Pos. | Raia | Remadora              | CON               | Tempo   | Notas |
| ---- | ---- | --------------------- | ----------------- | ------- | ----- |
| 1    | 3    | Karolien Florijn      | NED Países Baixos | 7:36.90 | Q     |
| 2    | 4    | Aurelia-Maxima Janzen | SUI Suíça         | 7:41.15 | Q     |
| 3    | 1    | Nina Kostanjšek       | SLO Eslovênia     | 7:46.30 | Q     |
| 4    | 5    | Joanie Delgaco        | PHI Filipinas     | 7:56.26 | R     |
| 5    | 2    | Nihed Benchadli       | ALG Argélia       | 8:06.62 | R     |
| 6    | 6    | Majdouline El Allaoui | MAR Marrocos      | 8:30.47 | R     |

Eliminatória 3
| Pos. | Raia | Remadora         | CON               | Tempo   | Notas |
| ---- | ---- | ---------------- | ----------------- | ------- | ----- |
| 1    | 3    | Emma Twigg       | NZL Nova Zelândia | 7:34.97 | Q     |
| 2    | 4    | Hanna Prakatsen  | UZB Uzbequistão   | 7:37.80 | Q     |
| 3    | 2    | Kenia Lechuga    | MEX México        | 7:46.11 | Q     |
| 4    | 1    | Alejandra Alonso | PAR Paraguai      | 7:52.44 | R     |
| 5    | 5    | Yariulvis Cobas  | CUB Cuba          | 8:11.13 | R     |

Eliminatória 4
| Pos. | Raia | Remadora           | CON                             | Tempo   | Notas |
| ---- | ---- | ------------------ | ------------------------------- | ------- | ----- |
| 1    | 2    | Viktorija Senkutė  | LTU Lituânia                    | 7:30.01 | Q     |
| 2    | 5    | Tatsiana Klimovich | AIN Atletas Individuais Neutros | 7:34.31 | Q     |
| 3    | 3    | Beatriz Tavares    | BRA Brasil                      | 7:49.66 | Q     |
| 4    | 4    | Elis Özbay         | TUR Turquia                     | 7:57.06 | R     |
| 5    | 1    | Adriana Sanguineti | PER Peru                        | 8:03.87 | R     |

Eliminatória 5
| Pos. | Raia | Remadora           | CON            | Tempo   | Notas |
| ---- | ---- | ------------------ | -------------- | ------- | ----- |
| 1    | 3    | Alexandra Föster   | GER Alemanha   | 7:36.35 | Q     |
| 2    | 1    | Desislava Angelova | BUL Bulgária   | 7:42.73 | Q     |
| 3    | 5    | Diana Dymchenko    | AZE Azerbaijão | 7:52.53 | Q     |
| 4    | 2    | Phạm Thị Huệ       | VIE Vietnã     | 8:03.84 | R     |
| 5    | 4    | Saiyidah Aisyah    | SGP Singapura  | 8:17.04 | R     |

Eliminatória 6
| Pos. | Raia | Remadora         | CON                | Tempo   | Notas |
| ---- | ---- | ---------------- | ------------------ | ------- | ----- |
| 1    | 2    | Kara Kohler      | USA Estados Unidos | 7:32.46 | Q     |
| 2    | 5    | Magdalena Lobnig | AUT Áustria        | 7:39.39 | Q     |
| 3    | 3    | Jovana Arsić     | SRB Sérvia         | 7:52.53 | Q     |
| 4    | 1    | Suad Al-Faqaan   | KUW Kuwait         | 8:16.32 | R     |
| 5    | 4    | Akoko Komlanvi   | TOG Togo           | 8:44.88 | R     |

### Repescagem

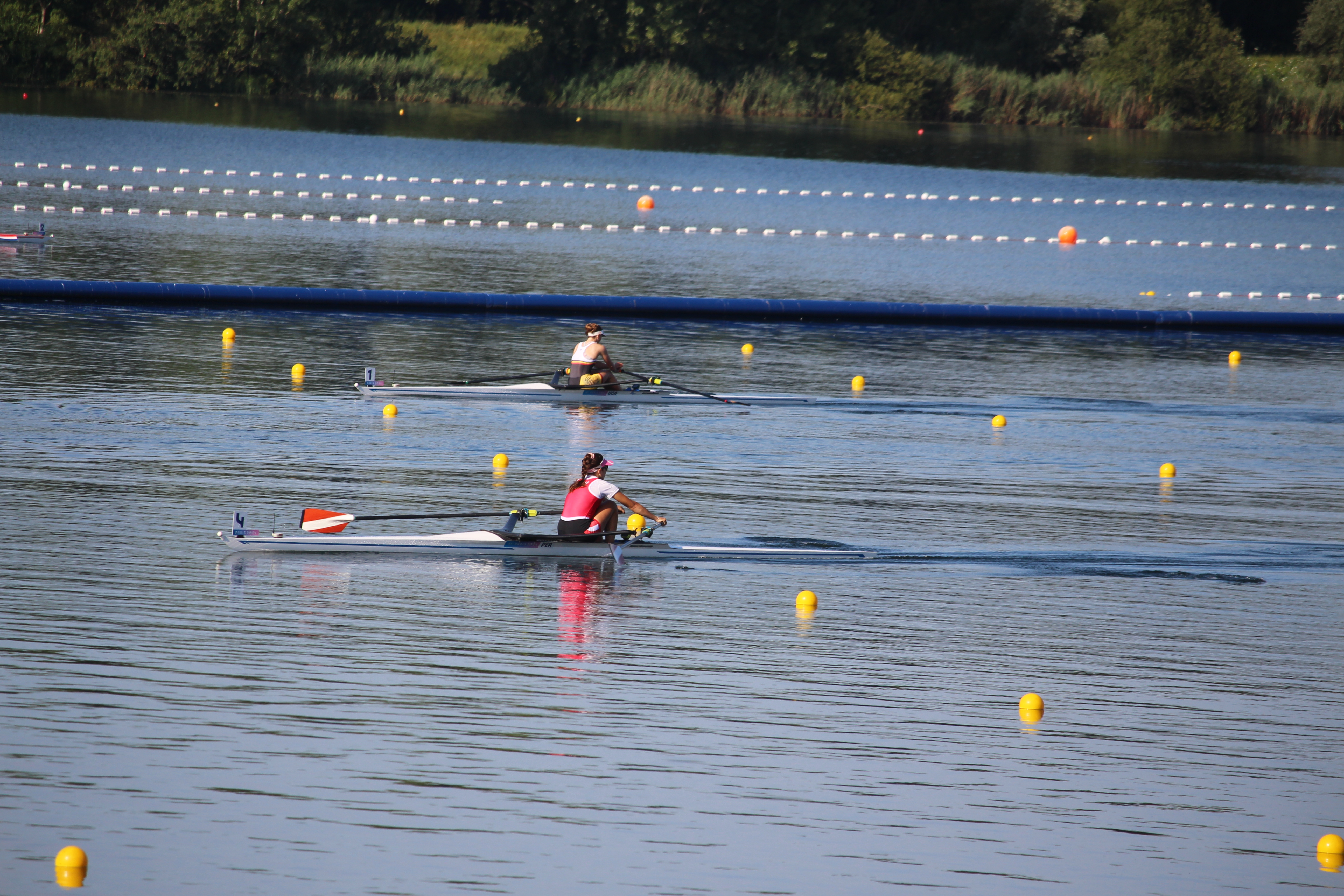
Kathleen Noble (cima) e Adriana Sanguineti durante a terceira bateria de repescagem

As duas primeiras de cada bateria se classificam para as quartas de final; a restante disputa as semifinais E/F (fora da chance por medalhas).
Repescagem 1
| Pos. | Raia | Remadora          | CON           | Tempo   | Notas |
| ---- | ---- | ----------------- | ------------- | ------- | ----- |
| 1    | 3    | Joanie Delgaco    | PHI Filipinas | 7:55.00 | Q     |
| 2    | 4    | Phạm Thị Huệ      | VIE Vietnã    | 8:00.97 | Q     |
| 3    | 2    | Yariulvis Cobas   | CUB Cuba      | 8:10.64 | QEF   |
| 4    | 1    | Evidelia González | NCA Nicarágua | 8:26.23 | QEF   |
| 5    | 5    | Akoko Komlanvi    | TOG Togo      | 8:43.11 | QEF   |

Repescagem 2
| Pos. | Raia | Remadora         | CON           | Tempo   | Notas |
| ---- | ---- | ---------------- | ------------- | ------- | ----- |
| 1    | 2    | Fatemeh Mojallal | IRI Irã       | 7:56.48 | Q     |
| 2    | 3    | Elis Özbay       | TUR Turquia   | 8:00.00 | Q     |
| 3    | 1    | Saiyidah Aisyah  | SGP Singapura | 8:23.03 | QEF   |
| 4    | 4    | Nihed Benchadli  | ALG Argélia   | BUW     | QEF   |

Repescagem 3
| Pos. | Raia | Remadora              | CON          | Tempo   | Notas |
| ---- | ---- | --------------------- | ------------ | ------- | ----- |
| 1    | 2    | Alejandra Alonso      | PAR Paraguai | 7:57.14 | Q     |
| 2    | 4    | Adriana Sanguineti    | PER Peru     | 8:07.05 | Q     |
| 3    | 1    | Kathleen Noble        | UGA Uganda   | 8:15.10 | QEF   |
| 4    | 5    | Suad Al-Faqaan        | KUW Kuwait   | 8:28.89 | QEF   |
| 5    | 3    | Majdouline El Allaoui | MAR Marrocos | 8:42.07 | QEF   |

### Quartas de final
As três primeiras colocadas de cada bateria se classificam as semifinais A/B; a restante disputa as semifinais C/D (fora da chance por medalhas).
Quartas de final 1
| Pos. | Raia | Remadora           | CON                | Tempo   | Notas |
| ---- | ---- | ------------------ | ------------------ | ------- | ----- |
| 1    | 4    | Tara Rigney        | AUS Austrália      | 7:30.57 | QAB   |
| 2    | 3    | Kara Kohler        | USA Estados Unidos | 7:34.96 | QAB   |
| 3    | 5    | Desislava Angelova | BUL Bulgária       | 7:41.25 | QAB   |
| 4    | 2    | Beatriz Tavares    | BRA Brasil         | 7:47.29 | QCD   |
| 5    | 1    | Adriana Sanguineti | PER Peru           | 7:57.84 | QCD   |
| 6    | 6    | Fatemeh Mojallal   | IRI Irã            | 8:00.37 | QCD   |

Quartas de final 2
| Pos. | Raia | Remadora           | CON                             | Tempo   | Notas |
| ---- | ---- | ------------------ | ------------------------------- | ------- | ----- |
| 1    | 3    | Karolien Florijn   | NED Países Baixos               | 7:29.07 | QAB   |
| 2    | 4    | Alexandra Föster   | GER Alemanha                    | 7:30.98 | QAB   |
| 3    | 5    | Tatsiana Klimovich | AIN Atletas Individuais Neutros | 7:34.30 | QAB   |
| 4    | 6    | Alejandra Alonso   | PAR Paraguai                    | 7:47.40 | QCD   |
| 5    | 2    | Kenia Lechuga      | MEX México                      | 7:50.35 | QCD   |
| 6    | 1    | Phạm Thị Huệ       | VIE Vietnã                      | 7:56.96 | QCD   |

Quartas de final 3
| Pos. | Raia | Remadora              | CON               | Tempo   | Notas |
| ---- | ---- | --------------------- | ----------------- | ------- | ----- |
| 1    | 3    | Emma Twigg            | NZL Nova Zelândia | 7:26.89 | QAB   |
| 2    | 2    | Aurelia-Maxima Janzen | SUI Suíça         | 7:31.12 | QAB   |
| 3    | 4    | Virginia Díaz Rivas   | ESP Espanha       | 7:34.01 | QAB   |
| 4    | 1    | Diana Dymchenko       | AZE Azerbaijão    | 7:53.76 | QCD   |
| 5    | 5    | Jovana Arsić          | SRB Sérvia        | 7:56.18 | QCD   |
| 6    | 6    | Joanie Delgaco        | PHI Filipinas     | 7:58.30 | QCD   |

Quartas de final 4
| Pos. | Raia | Remadora          | CON               | Tempo   | Notas |
| ---- | ---- | ----------------- | ----------------- | ------- | ----- |
| 1    | 3    | Viktorija Senkutė | LTU Lituânia      | 7:33.35 | QAB   |
| 2    | 4    | Hanna Prakatsen   | UZB Uzbequistão   | 7:35.91 | QAB   |
| 3    | 2    | Magdalena Lobnig  | AUT Áustria       | 7:40.07 | QAB   |
| 4    | 5    | Paige Badenhorst  | RSA África do Sul | 7:44.03 | QCD   |
| 5    | 1    | Nina Kostanjšek   | SLO Eslovênia     | 7:56.31 | QCD   |
| 6    | 6    | Elis Özbay        | TUR Turquia       | 7:56.51 | QCD   |

### Semifinais
As três primeiras de cada bateria qualificam-se para as finais melhores (E, C, A), enquanto as restantes vão para as finais inferiores (F, D, B).
Semifinal E/F 1
| Pos. | Raia | Remadora        | CON           | Tempo   | Notas |
| ---- | ---- | --------------- | ------------- | ------- | ----- |
| 1    | 2    | Yariulvis Cobas | CUB Cuba      | 8:36.16 | FE    |
| 2    | 3    | Saiyidah Aisyah | SGP Singapura | 8:47.41 | FE    |
| 3    | 1    | Suad Al-Faqaan  | KUW Kuwait    | 9:01.78 | FE    |
| 4    | 4    | Akoko Komlanvi  | TOG Togo      | 9:16.28 | FF    |

Semifinal E/F 2
| Pos. | Raia | Remadora              | CON           | Tempo   | Notas |
| ---- | ---- | --------------------- | ------------- | ------- | ----- |
| 1    | 1    | Nihed Benchadli       | ALG Argélia   | 8:34.67 | FE    |
| 2    | 2    | Kathleen Noble        | UGA Uganda    | 8:38.70 | FE    |
| 3    | 3    | Evidelia González     | NCA Nicarágua | 8:43.78 | FE    |
| 4    | 4    | Majdouline El Allaoui | MAR Marrocos  | 8:49.70 | FF    |

Semifinal C/D 1
| Pos. | Raia | Remadora         | CON           | Tempo   | Notas |
| ---- | ---- | ---------------- | ------------- | ------- | ----- |
| 1    | 2    | Jovana Arsić     | SRB Sérvia    | 7:44.60 | FC    |
| 2    | 5    | Nina Kostanjšek  | SLO Eslovênia | 7:48.86 | FC    |
| 3    | 3    | Beatriz Tavares  | BRA Brasil    | 7:49.96 | FC    |
| 4    | 4    | Alejandra Alonso | PAR Paraguai  | 7:56.50 | FD    |
| 5    | 1    | Joanie Delgaco   | PHI Filipinas | 8:00.18 | FD    |
| 6    | 6    | Fatemeh Mojallal | IRI Irã       | 8:06.23 | FD    |

Semifinal C/D 2
| Pos. | Raia | Remadora           | CON               | Tempo   | Notas |
| ---- | ---- | ------------------ | ----------------- | ------- | ----- |
| 1    | 3    | Paige Badenhorst   | RSA África do Sul | 7:55.91 | FC    |
| 2    | 5    | Kenia Lechuga      | MEX México        | 7:58.00 | FC    |
| 3    | 4    | Diana Dymchenko    | AZE Azerbaijão    | 7:59.23 | FC    |
| 4    | 6    | Elis Özbay         | TUR Turquia       | 8:02.47 | FD    |
| 5    | 2    | Adriana Sanguineti | PER Peru          | 8:17.84 | FD    |
| 6    | 1    | Phạm Thị Huệ       | VIE Vietnã        | 8:22.85 | FD    |

Semifinal A/B 1
| Pos. | Raia | Remadora              | CON               | Tempo   | Notas |
| ---- | ---- | --------------------- | ----------------- | ------- | ----- |
| 1    | 3    | Karolien Florijn      | NED Países Baixos | 7:21.26 | FA    |
| 2    | 4    | Tara Rigney           | AUS Austrália     | 7:23.58 | FA    |
| 3    | 6    | Desislava Angelova    | BUL Bulgária      | 7:27.16 | FA    |
| 4    | 2    | Hanna Prakatsen       | UZB Uzbequistão   | 7:29.28 | FB    |
| 5    | 5    | Aurelia-Maxima Janzen | SUI Suíça         | 7:31.65 | FB    |
| 6    | 1    | Virginia Díaz Rivas   | ESP Espanha       | 7:37.52 | FB    |

Semifinal A/B 2
| Pos. | Raia | Remadora           | CON                             | Tempo   | Notas |
| ---- | ---- | ------------------ | ------------------------------- | ------- | ----- |
| 1    | 3    | Emma Twigg         | NZL Nova Zelândia               | 7:17.19 | FA    |
| 2    | 4    | Viktorija Senkutė  | LTU Lituânia                    | 7:19.15 | FA    |
| 3    | 2    | Kara Kohler        | USA Estados Unidos              | 7:22.33 | FA    |
| 4    | 5    | Alexandra Föster   | GER Alemanha                    | 7:24.63 | FB    |
| 5    | 1    | Tatsiana Klimovich | AIN Atletas Individuais Neutros | 7:26.56 | FB    |
| 6    | 6    | Magdalena Lobnig   | AUT Áustria                     | 7:40.02 | FB    |

### Finais
As regatas finais definem as posições de todos as remadoras. Na Final A são decididas as medalhistas.
Final F
| Pos. | Raia | Remadora              | CON          | Tempo   |
| ---- | ---- | --------------------- | ------------ | ------- |
| 31   | 2    | Majdouline El Allaoui | MAR Marrocos | 8:20.81 |
| 32   | 1    | Akoko Komlanvi        | TOG Togo     | 8:46.73 |

Final E
| Pos. | Raia | Remadora          | CON           | Tempo   |
| ---- | ---- | ----------------- | ------------- | ------- |
| 25   | 4    | Nihed Benchadli   | ALG Argélia   | 7:54.25 |
| 26   | 2    | Kathleen Noble    | UGA Uganda    | 7:56.10 |
| 27   | 3    | Yariulvis Cobas   | CUB Cuba      | 7:57.99 |
| 28   | 5    | Saiyidah Aisyah   | SGP Singapura | 8:03.29 |
| 29   | 6    | Suad Al-Faqaan    | KUW Kuwait    | 8:05.18 |
| 30   | 1    | Evidelia González | NCA Nicarágua | 8:08.61 |

Final D
| Pos. | Raia | Remadora           | CON           | Tempo   |
| ---- | ---- | ------------------ | ------------- | ------- |
| 19   | 4    | Alejandra Alonso   | PAR Paraguai  | 7:42.09 |
| 20   | 2    | Joanie Delgaco     | PHI Filipinas | 7:43.83 |
| 21   | 1    | Fatemeh Mojallal   | IRI Irã       | 7:46.08 |
| 22   | 3    | Elis Özbay         | TUR Turquia   | 7:46.95 |
| 23   | 6    | Phạm Thị Huệ       | VIE Vietnã    | 7:47.84 |
| 24   | 5    | Adriana Sanguineti | PER Peru      | 7:49.31 |

Final C
| Pos. | Raia | Remadora         | CON               | Tempo   |
| ---- | ---- | ---------------- | ----------------- | ------- |
| 13   | 4    | Jovana Arsić     | SRB Sérvia        | 7:26.09 |
| 14   | 3    | Paige Badenhorst | RSA África do Sul | 7:27.76 |
| 15   | 6    | Beatriz Tavares  | BRA Brasil        | 7:31.31 |
| 16   | 2    | Kenia Lechuga    | MEX México        | 7:31.99 |
| 17   | 1    | Diana Dymchenko  | AZE Azerbaijão    | 7:35.19 |
| 18   | 5    | Nina Kostanjšek  | SLO Eslovênia     | 7:39.00 |

Final B
| Pos. | Raia | Remadora              | CON                             | Tempo   |
| ---- | ---- | --------------------- | ------------------------------- | ------- |
| 7    | 3    | Alexandra Föster      | GER Alemanha                    | 7:23.53 |
| 8    | 5    | Tatsiana Klimovich    | AIN Atletas Individuais Neutros | 7:25.61 |
| 9    | 2    | Aurelia-Maxima Janzen | SUI Suíça                       | 7:27.01 |
| 10   | 1    | Magdalena Lobnig      | AUT Áustria                     | 7:30.54 |
| 11   | 4    | Hanna Prakatsen       | UZB Uzbequistão                 | 7:33.57 |
| 12   | 6    | Virginia Díaz Rivas   | ESP Espanha                     | 7:34.61 |

Final A
| Pos.              | Raia | Remadora           | CON                | Tempo   |
| ----------------- | ---- | ------------------ | ------------------ | ------- |
| Medalha de ouro   | 3    | Karolien Florijn   | NED Países Baixos  | 7:17.28 |
| Medalha de prata  | 4    | Emma Twigg         | NZL Nova Zelândia  | 7:19.14 |
| Medalha de bronze | 5    | Viktorija Senkutė  | LTU Lituânia       | 7:20.85 |
| 4                 | 2    | Tara Rigney        | AUS Austrália      | 7:21.38 |
| 5                 | 6    | Kara Kohler        | USA Estados Unidos | 7:25.07 |
| 6                 | 1    | Desislava Angelova | BUL Bulgária       | 7:33.19 |